# Schismatomma rediunta
Schismatomma rediunta är en lavart som först beskrevs av Hasse och fick sitt nu gällande namn av Anders Tehler. 
Schismatomma rediunta ingår i släktet Schismatomma och familjen Roccellaceae.   Inga underarter finns listade i Catalogue of Life.